# Genootschap Kunstliefde

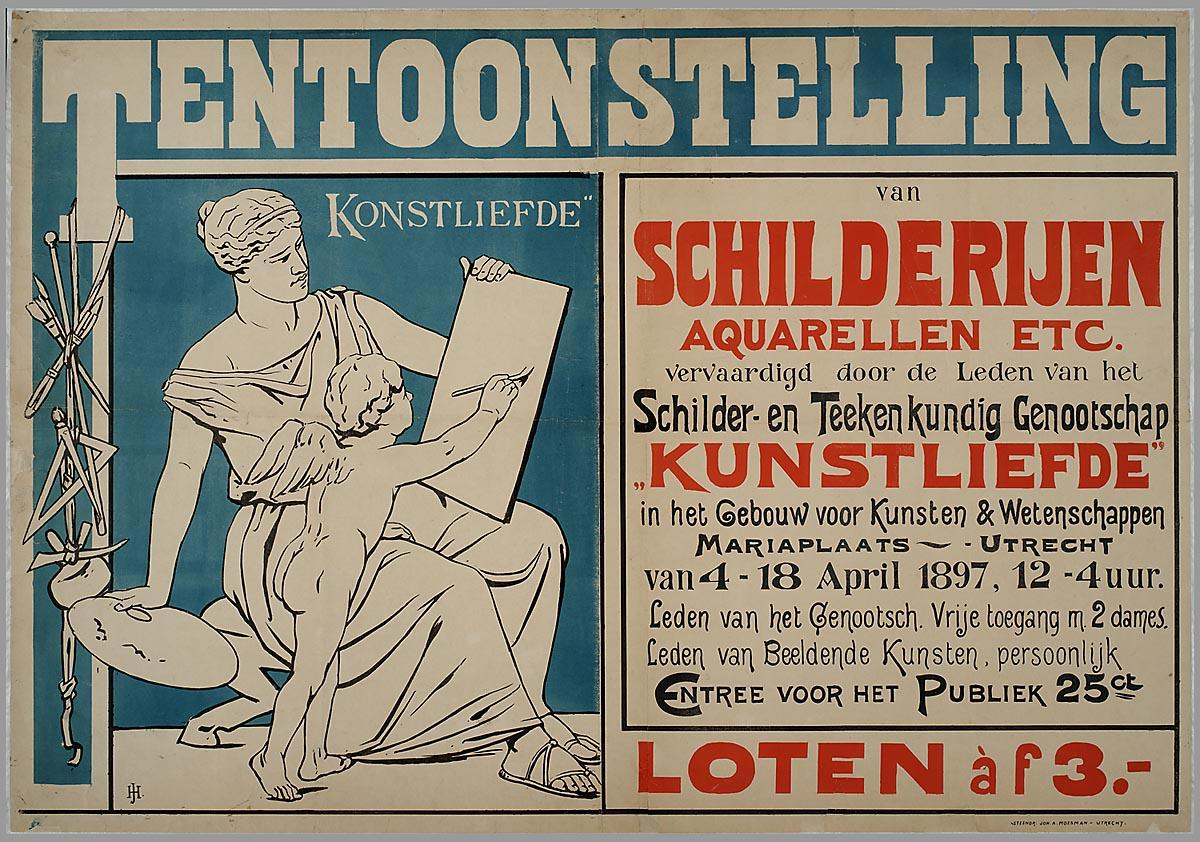
Affiche voor een tentoonstelling in 1897

Het genootschap Kunstliefde is een Utrechtse vereniging van kunstenaars en kunstminnaars, opgericht in 1807. Het is een van de oudste kunstenaarsgenootschappen van Nederland. Bij het tweehonderdjarig jubileum in 2007 waren er ruim honderd kunstenaars aangesloten bij het genootschap. Kunstliefde is gevestigd aan de Nobelstraat in Utrecht.

## Geschiedenis

### Samenvatting

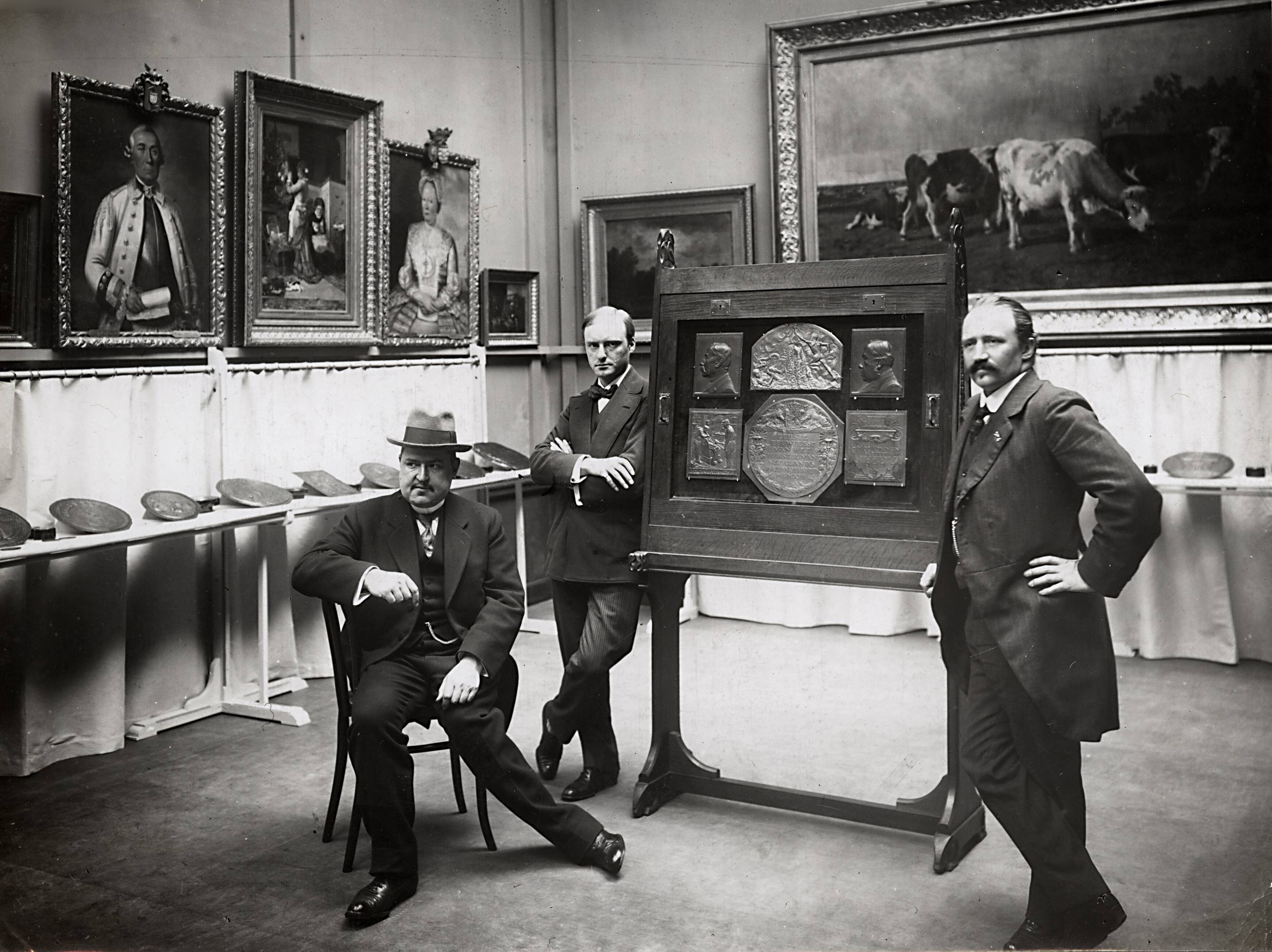
Tentoonstelling van het Genootschap in 1913, met de samenstellers Van Uffelen, Carel Begeer en J.C. Wienecke

Het genootschap wortelt in het 14e-eeuwse Zadelaarsgilde en 17e- en 18e-eeuwse kunstenaarsgildes. Het werd opgericht in 1807. In 1873 wordt het Museum Kunstliefde ingericht in het Gebouw voor Kunst en Wetenschappen te Utrecht. Zestien jaar later was dit museum overvol en moest een nieuwe behuizing worden gevonden. In die tijd was het genootschap afkerig van nieuwe stromingen in de kunst en daarom haakten veel kunstenaars af. De vereniging kwam in het begin van de 20e eeuw in financiële problemen. Dit leidde er toe dat in 1918 de kunstcollectie aan de gemeente Utrecht moest worden verkocht. Deze werken werden later tentoongesteld in het Centraal Museum. In 1929 was er sprake van dat het genootschap zou worden opgeheven. Na de Tweede Wereldoorlog vertoonde het ledental weer een stijgende lijn.

### Geschiedenis in jaartallen
De hierna volgende geschiedkundige feiten zijn overgenomen uit de catalogus die in 2007 is uitgegeven voor de tentoonstellingen in het Centraal Museum en in het Dutch Design Center ter gelegenheid van het 200-jarig bestaan van Kunstliefde.

#### Negentiende eeuw
1807 Op 12 oktober richten twee bestuursleden van het kwijnende Schilderscollege, de schilders Pieter Christoffel Wonder en Jan Baptist Kobell, samen met de ‘liefhebberen en werkende tekenaars’ W.A. Haanebrink. F.C. Knoll en A.J. van Mansvelt, het ‘modern teekengezelschap naar het gekleed model’ op. Het gezelschap is gehuisvest in het Wapen van het Keyzerrijk aan Achter de Dom en telt 31 leden.

1809 Kobell wordt als directeur vervangen door A.J. van Mansvelt.

1810 Na aftreden van Van Mansvelt, wordt P.C. Wonder alleen directeur. Het Teekengezelschap heeft nu huisvesting in de stadsschermzaal aan de Minrebroederstraat.

1813 De tekenavonden worden uitgebreid tot twee avonden per week. Het gezelschap ontvangt een gemeentelijke subsidie van ﬂ 275,- per jaar. Er zijn 60 leden.

1814 De nieuwe vereniging neemt de naam ‘Schilder en Teekenkundig Genootschap Kunstliefde’ aan. Naast het tekenen naar gekleed model wordt het tekenen naar mannelijk naakt ingevoerd. De maandelijkse kunstbeschouwingen worden niet meer bij kaarslicht maar bij elektrisch licht gehouden.

1816 Tekenen naar gipsmodel gedurende de zomermaanden.

1822 P.C. Wonder wordt door Bruno van Straaten opgevolgd als directeur. Van Straaten zal deze functie tot 1849 bekleden.

1825 De gemeentelijke subsidie wordt verhoogd tot ﬂ 300,- per jaar. Het aantal leden is gegroeid tot 80.

1830 Kunstliefde krijgt van de gemeente kosteloos de beschikking over een gedeelte van het Huis van Themaat aan Achter de Dom.

1834 De gemeentelijke subsidie wordt tot ﬂ 250,- verlaagd.

1847 Het Genootschap betrekt, tegen betaling van ﬂ 500,- per jaar, ruimere lokalen in het Gebouw voor Kunsten en Wetenschappen aan de Mariaplaats. Er zijn nu 100 leden.

1850 Een jaarlijkse verloting van werken van leden wordt ingesteld. Inwijding van de ‘Zaal der Kunstbeschouwingen’. Het aantal kunstbeschouwingen (lezing en bespreking van een kunstwerk of stroming) wordt uitgebreid tot gemiddeld zeven per jaar.

1856 Eerste jaarlijkse tentoonstelling van schilderijen van werkende leden, die ook wel de ‘Levende Meesters’ worden genoemd.

1857 Op 30 november viering van het 50-jarig bestaan van Kunstliefde in het Gebouw voor Kunsten en Wetenschappen. De Schutterij zorgt voor de muziek.

1858 De beperking van het ledenaantal, dat de afgelopen jaren is opgelopen tot 110, wordt opgeheven. Vrouwen worden nu ook toegelaten als lid, zij het vooralsnog zonder stemrecht. Twee subverenigingen worden opgericht: ‘De Vereeniging ter Bevordering van Beeldende Kunst’ (tot 1917) en een ‘Vriendschappelijke Vereeniging’ van werkende en kunstminnende leden (tot 1889).

1860 Het voorstel van jhr, E. van Heemskerck van Beest om jaarlijks aan een door loting aan te wijzen werkend lid een premie van ﬂ 300,- uit te loven voor de aanschaf van schilderbenodigdheden, wordt aangenomen. Dit onder de voorwaarde dat de begunstigde binnen een jaar een kunstwerk vervaardigt. Deze premie wordt van 1860 tot circa 1875 uitgelofd.

1861 De exposities worden van meer algemene aard. Ook werken van niet-leden worden tentoongesteld.

1863 Leden van de ‘Vriendschappelijke Vereeniging’ organiseren de eerste ‘excursie’ van werkende en kunstlievende leden: per tentwagen op Amersfoort en Leusden aan.

1865 De portefeuille met werk van leden, die op de laatste kunstbeschouwing van het seizoen wordt getoond, reist in het volgende winterseizoen door het land om bij verwante kunstenaarsverenigingen te worden geëxposeerd. Omstreeks 1915 raken de kunstbeschouwingen uit de mode en daarmee ook de circulerende kunstportefeuille.

1872 Bij testament van ere-lid mevr. M.C. Boellaard, verwerft Kunstliefde het pand aan de Oudegracht C 55 (nu nummer 35). Stichting van het Boellaardfonds.

1873 Op 5 februari wordt museum Kunstliefde geopend in enkele zalen van het Gebouw voor Kunsten en Wetenschappen.

1877 Intrekking van de gemeentelijke subsidie.

1882 Luisterrijke viering van het 75-jarig bestaan op 28 november. Prof. C.W. Opzoomer houdt de feestrede.

1886 De werkende leden Anton van Rappard en Willem Wenckebach stellen de ledenvergadering voor om twee avonden te reserveren voor het tekenen naar vrouwelijk naakt. In eerste instantie neemt de ledenvergadering dit voorstel over, maar drie maanden later weet een aantal leden de meerderheid te overtuigen dit besluit te herroepen. Van Rappard en Wenckebach zeggen hun lidmaatschap op.

1889 De ‘vriendschappelijke Vereeniging’ wordt opgenomen in het Genootschap.

1895 Onder de bezielende leiding van Etha Fles vindt er een afsplitsing van Kunstliefde plaats door leden die Kunstliefde te bezadigd en gedateerd vinden. Oprichting van ‘Voor de Kunst’. J.F. van Someren wordt voorzitter, Etha Fles secretaris en edelsmid Jan Brom is een van de bestuursleden. Aanvankelijk huisvesting aan het Domplein 22 en vanaf augustus 1899 aan de Nobelstraat 12. (In 1906 heeft ‘Voor de Kunst’ 800 leden. In 1930 is dit aantal teruggelopen tot slechts 125.)

1898 Wederom rumoer over een voorstel om het tekenen naar vrouwelijk naakt binnen Kunstliefde mogelijk te maken. De situatie van 1886 herhaalt zich: eerst gaat de ledenvergadering akkoord, in de volgende ledenvergadering wordt het voorstel herroepen.

#### Twintigste eeuw
1905 Op 28 november opening van het Museum Kunstliefde in het eigen gebouw van Kunstliefde aan de Oudegracht 35, het pand waar mevrouw Boellaard 55 jaar woonde.

1907 Het 100-jarig bestaan wordt, vanwege beperkte financiële middelen, sober gevierd in het gebouw aan de Oudegracht met een tentoonstelling van werken van leden (schilders, beeldhouwers en medailleurs) uit de afgelopen 100 jaar.

1914 Het bestuur wordt door de ledenvergadering met algemene stemmen permanent verklaard. Dit omdat het bestuur mandaat vroeg om de financiële toestand van het genootschap, vooral in verhouding tot het Boellaard fonds, afdoende te regelen. Het bestuur verwijt de gemeente weinig belangstelling voor Kunstliefde te hebben en ook geen subsidies te geven.

1918 Kunstliefde ziet zich genoodzaakt zijn schilderijenbezit uit het Museum aan de gemeente Utrecht te verkopen voor het ook toen luttele bedrag van 36.000 gulden. Zo komen 63 werken van belangrijke meesters van de Utrechtse school, zoals Jan van Scorel, Joachim Wtewael, Jan Gerritsz. van Bronckhorst, Jan Both, Gerard van Honthorst, Cornelis Poelenburch, Abraham en Hendrik Bloemaert, Paulus Moreelse, Herman Saftleven, Roelant Savery en enkele niet-Utrechtse schilders, via de gemeente, in bezit van het in 1921 nieuw opgerichte Centraal Museum. Het restant van 75 werken van het Museum Kunstliefde, wordt op 14 april 1920 geveild bij het Notarishuis te Utrecht. Deze veiling brengt een kleine 7.000 gulden op. Het werk van Johan Hendrik Weissenbruch brengt het meeste op en wordt afgehamerd op 1.045 gulden.

1920 Onder voorzitterschap van prof. Willem Vogelzang (de eerste hoogleraar Kunstgeschiedenis te Utrecht) en secretaris/penningmeester N. van Huffel, treedt een algemene ontreddering van het Genootschap in. Ledenvergaderingen worden niet meer uitgeschreven en de financiële situatie is onduidelijk. Het ledental keldert tot 23. Oprichting van tekenclub ‘’t Krijtje’, onder auspiciën van Kunstliefde. Er wordt getekend naar gekleed model en mannelijk en vrouwelijk naakt. In 1933 krijgt de tekenclub als ‘Utrechts Teekengezelschap Het Krijtje’ een meer officieel karakter.

1929 Het bestuur stelt voor tot liquidatie van Kunstliefde over te gaan. Onder aanvoering van werkend lid Leo Brom wordt hiertegen met succes verzet aangetekend.

1930 Jaar van de restauratie van Kunstliefde. Er wordt een nieuw bestuur gevormd onder voorzitterschap van W.C. Schuylenburgh en met Jhr. Radermacher Schorer als penningmeester. Tekenen naar ongekleed vrouwelijk model wordt officieel mogelijk gemaakt binnen Kunstliefde.

1933 Van 25 november tot 17 december heeft Éva Besnyő een solotentoonstelling in het gebouw van de Utrechtse vereniging 'Voor de Kunst'. De tentoonstelling wordt geopend door Gerrit Rietveld.

1936 In maart verschijnt onder auspiciën van Kunstliefde ‘Het Atelier’, een uitgave ‘ter bevordering van de belangstelling voor beeldende kunst en haar bestaansrecht’. Hiervan zijn slechts tien nummers verschenen.

1937 Schuylenburgh en Radermacher Schorer leggen na gedane arbeid hun functie neer. Zij worden beiden erelid. Bernhard J. Kerkhof wordt de nieuwe voorzitter. Ter herdenking van het 130-jarig bestaan komt er een overzichtstentoonstelling in het Centraal Museum.

1939 Op 14 mei vindt hereniging (fusie) plaats met de in 1895 afgesplitste vereniging ‘Voor de Kunst’. Het Boellaard Fonds verkoopt het pand aan de Oudegracht. Alle werkzaamheden van het genootschap verplaatsen zich naar het pand Nobelstraat 12a, waar Kunstliefde anno 2023 nog steeds gehuisvest is.

1942 Kunstliefde zegt het lidmaatschap op van de Federatie van Beeldende Kunstenaars, dat vervangen werd door de Kultuurkamer. Verschillende leden gaan de illegaliteit in. De laatste tentoonstelling in oorlogstijd (1944) is ter gelegenheid van de 60e verjaardag van Otto van Rees.

1945 Slechts aan drie leden wordt in de algemene ledenvergadering van 23 juni 1945 wegens onvaderlands gedrag het lidmaatschap ontnomen. In september wordt de eerste naoorlogse tentoonstelling gewijd aan het illegale tekenwerk van werkende leden die zich niet bij de Kultuurkamer hadden aangesloten. De naam verandert van Schilder en Tekenkundig Genootschap Kunstliefde in genootschap Kunstliefde, om aan te geven dat naast schilders en tekenaars ook beoefenaars van andere beeldende kunsten, werkend lid kunnen zijn (hetgeen in praktijk al het geval was).

1947 Op 11 oktober opening van een jubileum tentoonstelling in het Centraal Museum ter viering van het 140-jarig bestaan. Op verzoek van burgemeester Ter Pelkwijk verwijdert voorzitter Kerkhof op de vooravond van de tentoonstelling het doek Het gerucht van Jopie Moesman, omdat het te obsceen werd bevonden. Oprichting van sociëteit De Hanekam in het pand aan de Nobelstraat, bedoeld als ontmoetingsplaats voor de leden.

1949 Februari, uitwisselingstentoonstelling met Pulchri in Den Haag. Naar aanleiding van deze tentoonstelling wordt Kunstliefde uitgenodigd te exposeren in het Deense Aarhus.

1950 In januari is er een tentoonstelling van schilderijen en tekeningen van Prinses Wilhelmina. Uit het jaarverslag 1950: ‘Het is jammer dat men de gezichten die men in de Nobelstraat ontmoet bij zulke bijzondere gelegenheden, later zo weinig terugziet als er tentoonstellingen worden gehouden die door hare artistieke betekenis ook alleszins de aandacht verdienen!’.

1951 B.J. Kerkhof wordt als voorzitter opgevolgd door Jan Engelman en Kerkhof wordt benoemd tot ere-voorzitter.

1952 Tekencursus voor niet-leden onder leiding van Willem van Leusden.

1953 In maart een tentoonstelling ter gelegenheid van de 100e geboortedag van Nicolaas Beets, toenmalig kunstlievend lid. Kunstlievend lid J. Wiegersma stelt een zilveren antieke beker ter beschikking als wisselprijs voor het beste werk van de leden. Luigi de Lerma ontvangt deze prijs als eerste. In 1968 wordt de wisselbeker teruggegeven aan de weduwe van Wiegersma. Op 26 juni de eerste Utrechtse Kunstmarkt, onder de bezielende leiding van Fedde Weidema (kunstenaar en vicevoorzitter van Kunstliefde). William Kuik en Ernst Vijlbrief verlenen ondersteuning. Het voorstel om Kunstliefde wederom een structurele subsidie te geven, wordt in december door de gemeenteraad overgenomen.

1954 Otto van Rees verwerft de wisselbeker.

1955 Jan van Stekelenburg neemt de wisselbeker over. De toegang tot de zalen in de Nobelstraat wordt gerestaureerd.

1957 De tentoonstelling ‘Beitel en Palet’, die ter gelegenheid van het 150-jarig bestaan van oktober tot januari in het Centraal Museum wordt gehouden, trekt het opvallend hoge aantal van zevenduizend bezoekers. 18 oktober een gala avond in het Gebouw voor Kunsten en Wetenschappen. Eerste uitreiking van de jaarlijkse B.J. Kerkhof prijs ‘Het Zilveren Palet’, vernoemd naar de oud-voorzitter. Schilder/graficus Willem van Leusden ontvangt als eerste deze oeuvre prijs. De Wiegersma wisselbeker wordt dit jaar uitgereikt aan Lambert Simon.

1960 Ruzie over het tentoonstellingsbeleid: Jan Engelman, inmiddels geen voorzitter meer van Kunstliefde, maar wel voorzitter van de tentoonstellingscommissie, wil meer exposities organiseren van kunstenaars van buiten Utrecht en van niet-leden. Werkende leden zijn daar tegen. Het conflict wordt bezworen door een commissie van goede diensten. Na statutenwijziging moet de tentoonstellingscommissie uit een meerderheid van werkende leden bestaan. Dankzij de jaarlijkse Kunstmarkt groeit het aantal leden. Het genootschap kan zich nu verheugen in 108 werkende en 407 kunstlievende leden.

1967 Nummer vier van ‘Het Atelier’ is gewijd aan het 160-jarig bestaan van Kunstliefde.

1976 Het boek ‘Met Stille Trom: beeldende kunst in Utrecht sinds 1900’ van Jan Juffermans verschijnt. In dit boek wordt op kritische wijze aandacht besteed aan genootschap Kunstliefde en zijn rol in en betekenis voor de ontwikkeling van de beeldende kunsten in Utrecht.

1982 Kunstliefde bestaat 175 jaar. Het jubileum wordt gevierd met tentoonstellingen in het Centraal Museum (Tekenen des Tijds), de Nicolaaskerk (Werken van leden) en in het Gemeentelijk Archief (Leven en Werk van een 175-jarige).

1984 Instelling van de Boellaardprijs voor de kunstenaar met het beste werk op de jaarlijkse najaarsledententoonstelling van Kunstliefde. Dit jaar wordt de prijs aan Willy Blees uitgereikt.

1987 Ter gelegenheid van het 180-jarig bestaan wordt er bij Kunstliefde een tentoonstelling gehouden van het werk van Lucebert.

1989 Instelling van de jaarlijkse ‘Zien en Weergeven Hans van Dokkum prijs’. Uit te reiken aan een werkend lid van Kunstliefde voor werk ‘waarvan de zichtbare werkelijkheid een bron van inspiratie is geweest’. Huub Sluis mag als eerste deze prijs in ontvangst nemen.

1997 Verschijning van het boek ‘Kerende Tijden: 190 jaar genootschap Kunstliefde’. De inleiding werd geschreven door Hans Lutz, de toenmalig voorzitter. Op de omslag een afbeelding van het schilderij ‘De Koperen Slang’ van een onbekende 16e-eeuwse meester. Dit schilderij werd in mei 2007 geveild bij Christies en bracht 11.000 euro op.

#### Eenentwintigste eeuw
2003 Aanstelling van parttime zakelijk leider Andrea Lehr en een uit eigen kring gerekruteerde artistiek leider, Marion Wagenvoort.

2004 Onder de noemer ‘De Belofte’ wordt een commissie opgericht die getalenteerde jonge kunstenaars van met name de Hogeschool voor de Kunsten Utrecht (HKU) de mogelijkheid biedt om zich binnen Kunstliefde te ontwikkelen en te exposeren.

2007 Kunstliefde verkrijgt subsidie van Stichting Dioraphte om voor maximaal twee jaar een artistiek leider van buiten de eigen gelederen aan te stellen. Wagenvoort wordt opgevolgd door John Blaak. Kunstliefde heeft 108 werkende leden en 230 kunstlievende leden en viert haar 200-jarig bestaan met tentoonstelling in het Centraal Museum en in het Dutch Design Center.

### Recente geschiedenis
In 2019 dreigde Kunstliefde failliet te gaan door een conflict tussen Kunstliefde en Stichting Het Boellaardfonds. Het Boellaardfonds, eigenaar en verhuurder van het pand, wilde de huur vanaf 2017 verhogen van 500 euro per maand naar de marktconforme prijs van 2.667 euro per maand, een bedrag waarvan Kunstliefde beweerde het niet op te kunnen brengen. De zaak kwam voor de rechter en deze besloot in 2019 dat er binnen Kunstliefde commerciële activiteiten plaatsvonden, en dat de huurverhoging gerechtvaardigd was. Na bemiddeling mocht Kunstliefde alsnog langer in het pand blijven zitten voor een lagere huur, maar het is wel de bedoeling dat de vereniging na verloop van tijd de marktconforme huurprijs gaat betalen. Om dit te bekostigen wil de vereniging haar zakelijke activiteiten gaan uitbreiden.

## Bekende leden
De volgende bekende kunstenaars waren lid van of exposeerden bij Kunstliefde:
- Elisabeth Adriani-Hovy – 1920-1955 (ere)lid; 1953 laatste expositie
- Dick Bruna – 1956-1972 lid
- Sophie van der Does de Willebois
- Gerrit van Dokkum, tevens directeur
- Rien Goené – lid van 1958 tot 2009 of 2010, erelid vanaf 2006
- Johan Paul Constantinus Grolman
- Bertus Jonkers – 1956-1969 lid; 1991 laatste expositie
- Pyke Koch – 1940 expositie; Koch is geen lid geweest
- Dirkje Kuik – 1958-1963 en 1968-1972 lid; expositie 2009[4]
- Willem van Leusden – 1909-1974 (ere)lid
- Jopie Moesman – 1944-1960 (?) lid
- Piet Mondriaan – 1902-1910 lid
- Gerrit van ‘t Net – 1941 expositie
- Sybold van Ravesteyn – 1925-19?? lid; in 1930 bestuurslid
- Otto van Rees – 1938-1957 lid
- Ries Mulder
- Gerrit Rietveld
- Jo Uiterwaal – 1965 expositie; 1973 overzichtstentoonstelling van zijn werk
- Martine Vlieger
- Janus de Winter – 1935-1951 lid
- Jacques de Wit
- Dolf Zwerver – 1968-1978 en 1984-1996 lid
- Luigi de Lerma - lid tot overlijden in 1965

- Virtual International Authority File: 128825557